# Antônio Martins
Antônio Martins är en kommun i Brasilien.   Den ligger i delstaten Rio Grande do Norte, i den östra delen av landet, 1 500 km nordost om huvudstaden Brasília. Antalet invånare är 6 907.
Omgivningarna runt Antônio Martins är huvudsakligen savann. Runt Antônio Martins är det ganska glesbefolkat, med 24 invånare per kvadratkilometer.